# Crocidolite
La crocidolite è una varietà di riebekite e di asbesto (comunemente noto come amianto azzurro o amianto del Capo) appartenente alla famiglia degli anfiboli, di aspetto fibroso e colore bluastro. Si presenta sotto forma di fibre lineari e flessibili con buone resistenza meccanica a trazione e resistenza chimica agli acidi. Ha durezza compresa tra i gradi 5,5 e 6 della scala Mohs e presenta buona filabilità e flessibilità. Punto di fusione: 1190 °C. Costituisce un agente tossico, cancerogeno, causa di tumore mesotelioma.

## Etimologia
Deriva dal greco κροκυς (krokus) che significa fibra, alludendo alla struttura a fibre del minerale.

## Abito cristallino
Fibroso, massivo, terroso.

## Origine e giacitura
Metamorfica. Il minerale tuttavia si può formare in rocce plutoniche di stampo granitico o pegmatitico.

## Forma in cui si presenta in natura
I cristalli sono fibrosi, allungati in masse feltrate in fibre lunghe e delicate. Le fibre sono separabili l'una dall'altra, sono anche elastiche. Il minerale si trova anche in aggregati massivi e terrosi.

## Proprietà chimico-fisiche
Se il minerale è incluso nel quarzo, con le fibre parallele, la crocidolite provoca l'effetto del gatteggiamento dando luogo a delle pietre usate in gemmologia (l'occhio di tigre e l'occhio di gatto): in effetti, la luce si concentra in bande chiare e sottili, oscillanti e perpendicolari alle fibre. Inoltre, se i frammenti più fini vengono irradiati da una luce diffusa appaiono di un blu lavanda.

## Gli usi
Se racchiuso nel quarzo (come incluso), viene usato in gemmologia. Prima che le leggi ne vietassero l'uso per via della tossicità, veniva utilizzato per produrre l'amianto.

## Località di ritrovamento
- In Europa: nei Vosgi in Francia e nelle Alpi Salisburghesi in Austria[1]
- In Africa: nel fiume Orange nel Griqualand Occidentale (Sudafrica), qui questo anfibolo è racchiuso negli scisti che compongono le Asbestos Mountains, talvolta racchiuso nell'occhio di tigre e nell'occhio di falco.[1]
- In America: Ottawa in Canada.[1]
- In Australia: nelle cave di Wittenoom.